# Jeannette Jara

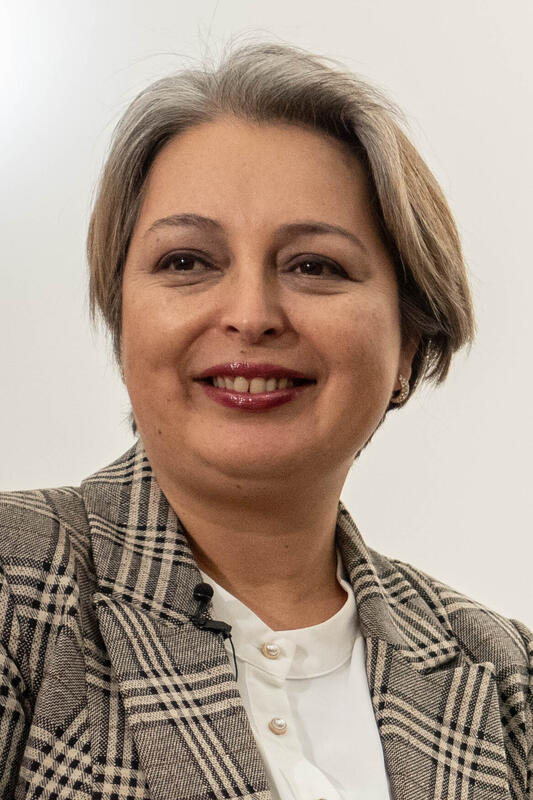
Jara (2022)

Jeannette Alejandra Jara Román (* 23. April 1974 in Conchalí, Santiago de Chile) ist eine chilenische Politikerin. Aktuell ist sie Kandidatin des Regierungsbündnisses Unidad por Chile bei der Präsidentschaftswahl 2025. Zuvor arbeitete sie als Arbeits- und Sozialministerin im Kabinett von Gabriel Boric.

## Leben
Jara wurde in der chilenischen Hauptstadt Santiago geboren und wuchs in der Gemeinde Conchalí auf. Sie ist die älteste von fünf Geschwistern. Nach ihrem Schulabschluss begann sie an der Universidad Católica Jura zu studieren, ehe sie nach einem Jahr an die Universidad de Santiago wechselte und dort Öffentliche Verwaltung studierte. Nach ihrem Studienabschluss im Jahre 1997 begann sie zunächst für die Gemeinde Lampa zu arbeiten, ehe sie ab 1999 für den Servicio de Impuestos Internos zu arbeiten begann. Dort wurde sie in verschiedenen Bereichen im Gebiet der Steuerprüfung eingesetzt. Außerdem war sie Mitglied der Gewerkschaft ihrer Organisation. 2014 erhielt sie Außerdem einen Abschluss in Jura von der Universidad Central de Chile.
Jara heiratete zum ersten Mal im Alter von 19 Jahren, allerdings verstarb ihr Ehemann nur zwei Jahre später. Inzwischen ist Jara ein zweites Mal verheiratet und Mutter eines Sohnes.

## Karriere als Politikerin

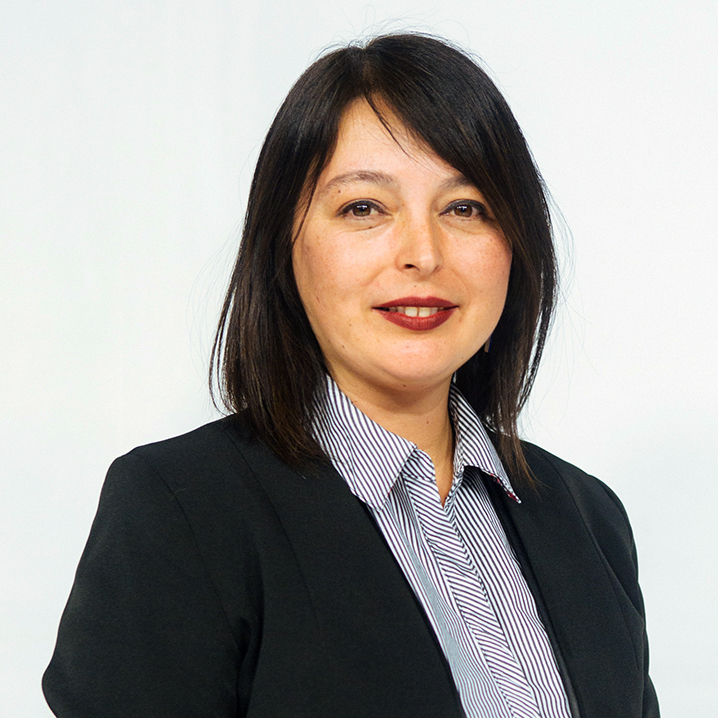
Jara als Untersekretärin für Soziales (2016)

### Frühe Karriere
Jara trat bereits im Jahre 1989 in die Jugendorganisation der Kommunistischen Partei Chiles ein. Zwischen 1997 und 1998 war sie Präsidentin der Federación de Estudiantes de la Universidad de Santiago de Chile, der Verfassten Studierendenschaft der Universidad de Santiago de Chile. 1999 trat sie schließlich auch der Kommunistischen Partei bei. 2014 wurde sie zunächst Stabschefin bei der Untersekretärin für Soziales, Julia Urquieta, und anschließend beim Minister für soziale Entwicklung, Marcos Barrazza. Im November 2016 ersetzte Jara schließlich Urquieta und trat somit das Amt als Untersekretärin für Soziales im Arbeits- und Sozialministerium an. Es war ihre erste offizielle Position unter Präsidentin Michelle Bachelet. Sie behielt das Amt bis zum regulären Ende der Amtszeit im März 2018.
Nach ihrem Ausscheiden aus der Regierung war sie zunächst an verschiedenen Universitäten als Professorin tätig. Im Mai 2021 trat sie für die Kommunistische Partei bei der Bürgermeisterwahl in Conchalí an. Dabei erhielt sie 18,8 % der Stimmen und wurde Zweitplatzierte hinter René de la Vega Fuentes, der zum Bürgermeister gewählt wurde. Anschließend arbeitete sie für Bürgermeisterin Irací Hassler in Santiago.

### Arbeits- und Sozialministerin unter Präsident Boric
Im Januar 2021 gab der kurz zuvor gewählte Präsident Gabriel Boric bekannt, dass Jara in seinem Kabinett das Amt der Arbeits- und Sozialministerin bekleiden werden. Somit wurde sie die erste kommunistische Arbeits- und Sozialministerin Chiles seit der Regierung Allendes. Sie trat ihr Amt am 11. März 2021 gemeinsam mit dem restlichen Kabinett an. Als Ministerin erarbeitete sie unter anderem ein Gesetz, dass die 40-Stunden-Woche in Chile festschrieb. Außerdem war sie Teil der Ausarbeitung einer umfassenden Rentenreform. Im April 2025 trat sie von ihrem Amt zurück, um an den anstehenden Präsidentschaftswahlen 2025 teilnehmen zu können.

### Präsidentschaftskandidatin 2025
Nachdem sie von ihrem Amt als Ministerin zurückgetreten war, wurde Jara von der Kommunistischen Partei Chiles als Kandidatin für das Amt der Staatspräsidentin Chiles nominiert. In der Folge erhielt sie auch die Unterstützung der Partei Acción Humanista. Bei den Vorwahlen der Regierungskoalition Unidad por Chile setzte sie sich schließlich gegen die frühere Innenministerin unter Präsident Boric, Carolina Tohá, sowie Gonzalo Winter vom Frente Amplio und Jaime Mulet von der Federación Regionalista Verde Social durch. Nachdem Umfragen eher Tohá in einem Dreikampf zwischen ihr, Jara und Winter um die Nominierung vorne gesehen hatte, erhielt Jara bei den Vorwahlen am 29. Juni 2025 über 60 % der Stimmen und wurde somit deutlich zur Kandidatin des gesamten Regierungsbündnisses gewählt.